# Executio in effigie

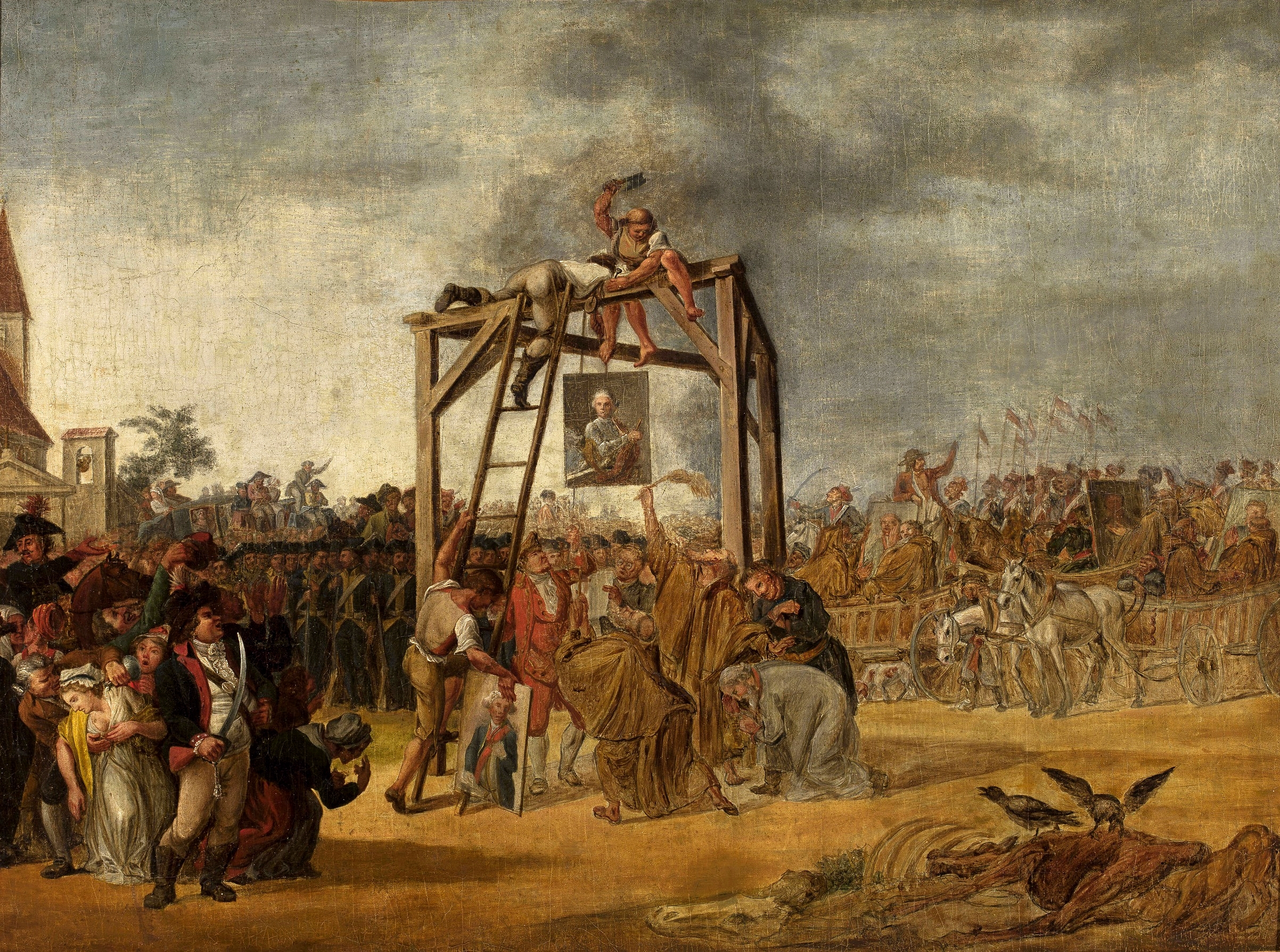
Executio in effigie van Stanisław Szczęsny Potocki geschilderd door Jean-Pierre Norblin de La Gourdaine, 1794.

Executio in effigie is de uitvoering van een straf op een beeld van de dader. Deze wijze van executie van een lijf- of doodstraf werd in vele Europese landen tot in de 18e eeuw toegepast in geval de verdachte in absentia (bij verstek) was veroordeeld.